# 华南广场站
华南广场站是大连地铁1号线的地铁站，位于中国辽宁省大连市甘井子区山东路与中华西路交叉口，于2015年10月30日开通。

## 车站结构
华南广场站沿山东路南北设置，为地下二层岛式站台车站，车站长167.4米，标准段宽18.5米，车站地下一层为站厅层，地下二层为站台层，站台设置全高站台门。车站北侧设有一条单渡线。
| 地面              | 出入口       | B、D出入口                                                                                            |
| 地下一层          | 出入口及站厅 | C、C2出入口、客服中心、自动售票机、验票机                                                             |
| 地下二层          | 站台         | \| \| \| █ 1号线往姚家（华南北） \| \| 島式 · 開左邊车门 \| \| \| \| \| \| █ 1号线往河口（千山路） \| |
|                   |              | █ 1号线往姚家（华南北）                                                                               |
| 島式 · 開左邊车门 |              | |
|                   |              | █ 1号线往河口（千山路）                                                                               |

## 车站出口
华南广场站共设4个出口，各出口及周围设施如下所示：
| 出口编号                              | 照片 | 出口指示         | 建议前往的目的地                                    |
| ------------------------------------- | ---- | ---------------- | --------------------------------------------------- |
| B出口 · 出口                          |      | 中华西路（北侧） | 亿合城，安盛购物广场，安盛·沃特时尚广场，红星美凯龙 |
| C出口 · 出口 · 上海地铁无障碍电梯标志 |      | 山东路（西北侧） | 大连华南万象汇，远洋广场                            |
| C · 2 · 出口                          |      | 山东路（西北侧） | 大连华南万象汇                                      |
| D出口 · 出口                          |      | 山东路（西南侧） | 南华小学                                            |
| 注： 设有                             |      |                  |                                                     |

## 接驳交通

### 公交车
- 华南广场：9路、19路、20路、38路、42路、45路、413路、704路、803路上环、803路下环、907路、1013路、1103路、1103路加车、1108路、1108路加车、1109路、1116路、1118路、1203路、1301路、1301路加车

## 车站历史
车站建设时期工程名为中华广场站，开通前确定以华南广场站作为车站正式名称。
- 2015年10月30日，车站随1号线一期通车开通[1]。
- 2022年4月6日，车站C口因施工关闭[4]。
- 2022年12月30日，改造后的车站C口与新增C2口[5]启用。